# عبدالله عیسی
عبدالله عیسی (عربی: عبدالله عيسى؛ زادهٔ: ۱۵ ژانویهٔ ۱۹۶۴) شاعر، روزنامه‌نگار، علوم سیاسی، تهیه‌کننده فیلم اهل دولت فلسطین است. او دبیر اول سفارت دولت فلسطین، تحلیلگر سیاسی، تهیه‌کننده و کارگردان فیلم‌های متعدد، برنده تعداد زیادی جایزه ادبی همچون شعر عربی است و به عنوان یک شاعر ملی و نماینده شعر نو در عربی شناخته شده‌است.

## زندگی‌نامه

### شروع زندگی و تحصیلات
عبدالله عیسی در کمپ یرموک در نزدیکی دمشق در سوریه متولد شد، او در بین سیزده خواهر و برادر خانواده خود بزرگ‌ترین پسر این خانواده بود، والدین وی محمود و فوزیه سابقه و شجره‌شان به اقوام کرد و به سلطان صلاح الدین ایوبی برمی‌گردد. خانواده وی در زمان جنگ بین اعراب و اسراییل در سال ۱۹۴۸ و بعد از تسلط اسراییل بر روستای پدر و مادر وی مجبور به ترک فلسطین و رفتن به تبعید در سوریه شدند.
وی تعلیم و فراگیری را با قرآن و شعر عربی کلاسیک شروع کرد (در کمپ یرموک که برای آموزش فقط دو کتاب بیشتر وجود نداشت یکی قرآن کریم و دیگری مجموعه‌ای از قصیده‌ها که توسط شاعر محمود درویش نگارش شده بود)، عبدالله عیسی وقتی که در سال ۱۹۷۶ یاسر عرفات از این کمپ بازدید کرد تحت تأثیر شدید وی قرار گرفت. به همین دلیل وی کتاب‌های زیادی از خودش را به عرفات هدیه کرد. بعد از اینکه تحصیلات دبیرستانی خودش را در دمشق در سال ۱۹۸۲ به پایان رساند به کالج اقتصاد رفت و در حین تعلیم و آموزش در قسمت فرهنگ و ادب مجله آزادی عربی (الحریه العربیه) مشغول به کار شد.

### جایزه
در سال ۱۹۸۴ برنده جایزه شعر عربی جدید شد، در سن ۲۱ سالگی اولین مجموعه قصیده‌های خودش را به زبان عربی منتشر ساخت، وی از سال ۱۹۸۵ تا ۱۹۸۹ رئیس نویسندگان مجله فردای جدید (الغد الجدید) بود، وی در سال ۱۹۸۶ برنده جایزه از طرف اتحادیه نویسندگان کشورهای عربی شد. پدر وی در سالن شهر در دمشق کار می‌کرد، او در سال ۱۹۸۷ در جنگ داخلی بین نیروهای فلسطینی به دست تعدادی فلسطینی به قتل رسید، عبدالله عیسی بعد از ترور و قتل پدرش سرپرست خانواده خودشان شد.

### نقل‌مکان به روسیه
در سال ۱۹۸۹ وی به روسیه نقل مکان کرد و در این کشور زبان روسی را در دوره‌های آمادگی که دانشگاه حکومتی روسیه ترتیب داده بود فراگرفت. در سال ۱۹۹۱ اتحاد دموکراتیک فلسطینی را تحت فرماندهی سازمان آزادیبخش فلسطین رهبری کرد. وی از سال ۱۹۹۳ تا سال ۲۰۰۳ رئیس هیئت نویسندگان برنامه فرهنگی در شرکت و مؤسسه رادیو و تلویزیونی صدای روسیه را برعهده داشت که برنامه‌هایی را در رابطه با فرهنگ روسی و عربی تألیف می‌نمود.
در سال ۱۹۹۴ در مجله ادبی شاعران نویسندگی می‌کرد، در سال ۱۹۹۵ از انستیتوی ماکسیم گورکی در زمینه ادب و شعر فارغ‌التحصیل شد. در سال ۲۰۰۱ از تز خودش در انستیتو و مؤسسه کشورهای آسیایی و آفریقایی دربارهٔ تعبیر هنری از «شعر عربی جدید» نیمه دوم قرن بیستم دفاع نمود، در سال ۲۰۰۲ استاد آکادمی اوراسیا در یونسکو شد. ازسال ۱۹۹۸ به عنوان دبیرکل اتحادیه بین‌المللی روزنامه‌نگاران و نویسندگان عرب انتخاب گردید.
در سال ۲۰۰۴ دستگاه امنیتی روسیه از وی برای مذاکرات با مهاجمان مسلح مدرسه بیسلان درخواست کمک نمود که در این امر وی توانست تعدادی از گروگان‌ها را آزاد نماید و در نهایت منجر به یک سلسله فیلم‌های مستند بنام فیلم‌های مستند بیسلان شد.

### تهیه فیلم‌های مستند
از سال ۲۰۰۵ تا ۲۰۰۹ اقدام به تهیه یک سلسله فیلم‌های مستند برای شبکه الجزیره با نام ذخیره او و تاریخ ما و جمعیت در تبعید نمود. از سال ۲۰۰۷ تا ۲۰۰۹ وی رئیس هیئت نویسندگان دفتر روسی خبرگزاری عربی آنا را برعهده گرفت. در سال ۲۰۱۰ اقدام به تهیه یک فیلم سریالی بنام اسبیتانی سمرتیو به کارگردانی ولادیمیر ناخابتسف نمود، این فیلم عبارت بود از زندگی افسر اطلاعاتی اتحاد جماهیر شوروی سابق الکسی کوزولوف با بازیگری اولیغ تاکتاروف، وی در همین سال تهیه یک سریال دیگر بنام قصه حقیقی تهران -۴۳ به کارگردانی ولادیمیر ناخابتسف را برعهده گرفت.
از سال ۲۰۱۲ تا سال ۲۰۱۳ مدیر پروژه فیلم مستند مسلمین به روسیه افتخار می‌کنند بود که هدف این پروژه عبارت بود از اینکه بگوید هیچ تعارضی بین مسلمان و یک ملی‌گرای روسی وجود ندارد. در سال ۲۰۱۳ اقدام به تهیه و کارگردانی یک فیلم مستند دربارهٔ محاصره غزه و فلسطین نمود.

### مناصب
در سال ۲۰۱۵ وی دبیر اول سفارت دولت فلسطین در روسیه شد و به دریافت بالاترین جایزه از طرف دولت فلسطین بخاطر کارهایش در زمینه فرهنگ و هنر و دانش در سطح مبتکر و نوآور نائل آمد.